# Зарубин, Владимир Степанович
Влади́мир Степа́нович Зару́бин (1922, Саратов — 1947, Саратов) — участник Великой Отечественной войны, командир авиаэскадрильи 451-го штурмового авиационного полка (264-я штурмовая авиационная дивизия, 5-й штурмовой авиационный корпус, 5-я воздушная армия, 2-й Украинский фронт), капитан. Герой Советского Союза.

## Биография

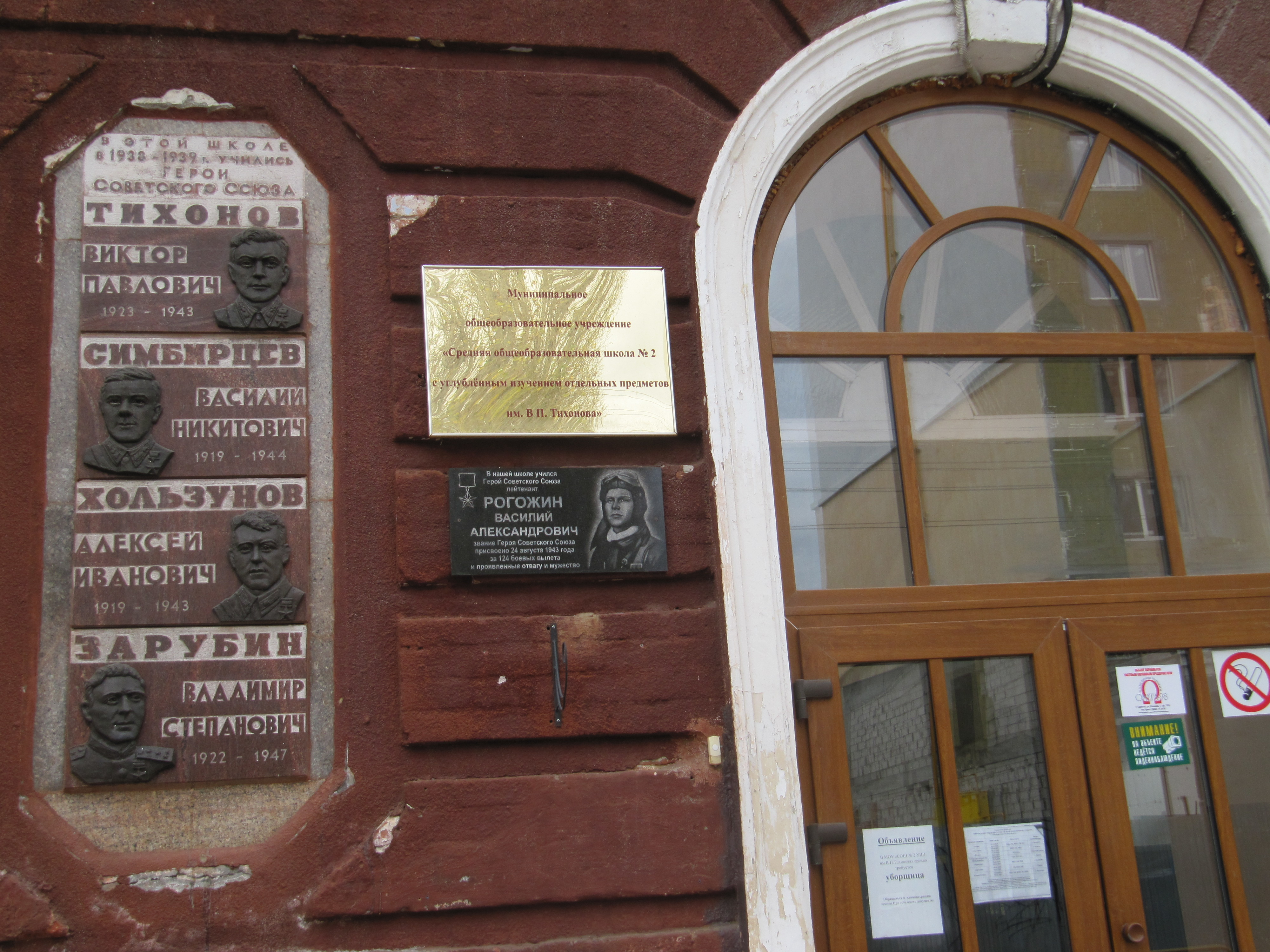
Школа 2 ул Мичурина 16

Родился 1 июня (встречается дата рождения 22 июля) 1922 года в Саратове в семье рабочего. Русский.
В 1940 году окончил 10 классов школы № 2 (ул. Мичурина 16) и Саратовский аэроклуб. Затем обучался в Энгельсском военном авиационном училище.
В Великой Отечественной войне воевал на фронте с 1943 года. Командовал эскадрильей 451 штурмового авиационного Каменец-Подольского полка. Принимал участие в Курской битве, боях за освобождение Украины, Молдавии, Румынии, Венгрии, Австрии, Чехословакии. Член ВКП(б)/КПСС с 1943 года.
После войны продолжал службу в ВВС командиром авиаэскадрильи в Молдавии. С марта 1947 года — в Саратовском аэроклубе на аэродроме Дубки: начальник лётной части (март-апрель 1947), командир отряда первоначального обучения (с апреля 1947 года).
Скончался 10 мая 1947 года. Похоронен на Воскресенском кладбище.

## Награды
- За мужество и героизм, проявленные в боях, указом Президиума Верховного Совета СССР от 15 мая 1946 года капитану Зарубину Владимиру Степановичу присвоено звание Героя Советского Союза с вручением ордена Ленина и медали «Золотая Звезда».
- Награждён также тремя орденами Красного Знамени (11.09.1943, 7.11.1943, 17.01.1945), орденами Александра Невского (18.08.1944), Отечественной войны 1-й степени (25.12.1943) и Красной Звезды (13.06.1945), медалями.

## Память
В честь героя названы:
- Улица Зарубина В. С. (Саратов);
- Школа № 83 (Саратов).

## Фотографии

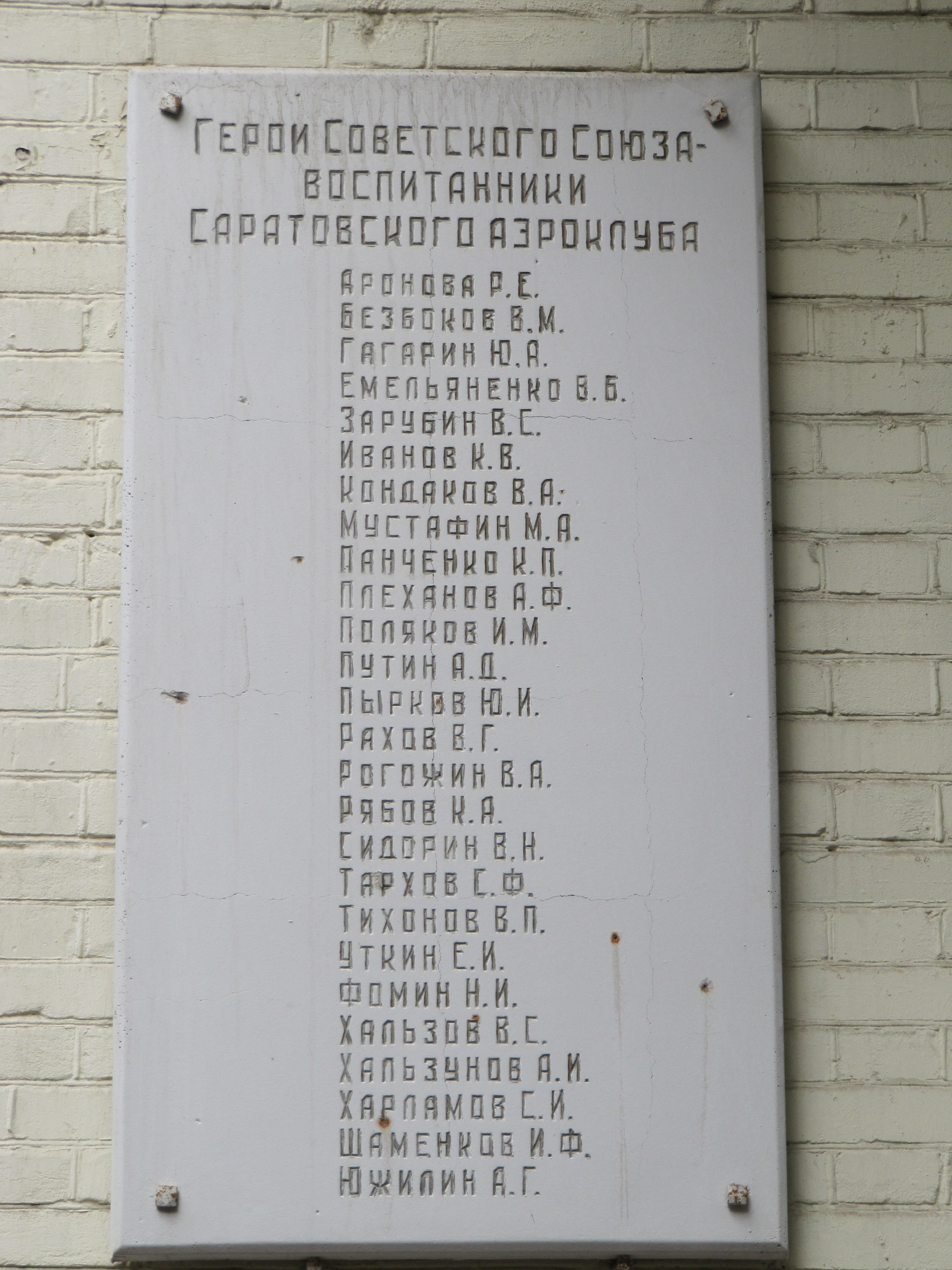
Здание аэроклуба Герои Советского союза
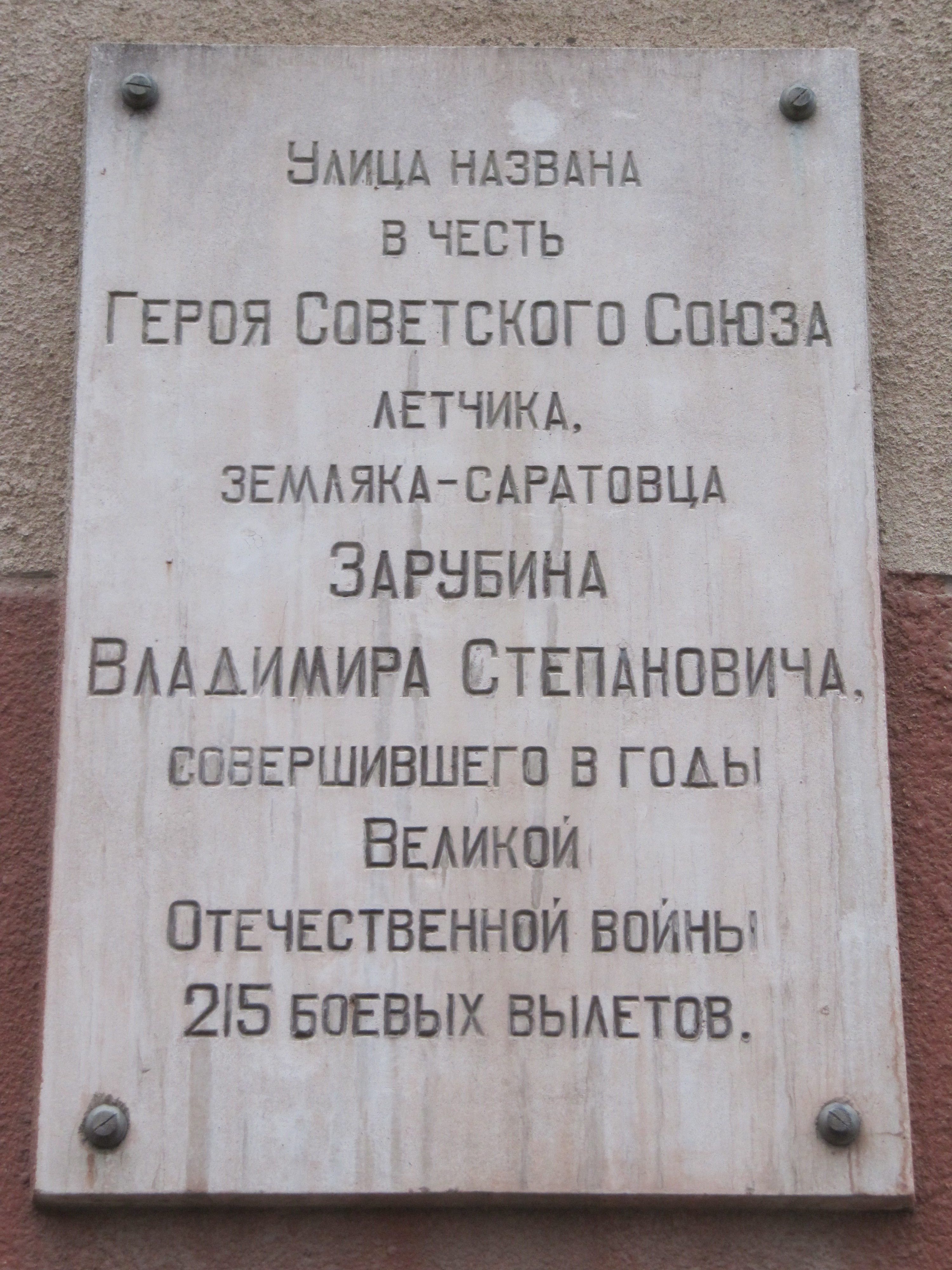
Улица Зарубина В С памятная плита
Памятник на могиле Зарубина